# Мініно (Татарський район)
Мініно (рос. Минино) — присілок у Татарському районі Новосибірської області Російської Федерації.
Входить до складу муніципального утворення Новопокровська сільрада. Населення становить 80 осіб (2010).

## Історія
Згідно із законом від 2 червня 2004 року органом місцевого самоврядування є Новопокровська сільрада.

## Населення
| 2002 | 2007 | 2010 |
| ---- | ---- | ---- |
| 150  | ↘124 | ↘80  |